# Linaria kulabensis
Linaria kulabensis är en grobladsväxtart som beskrevs av Boris Fedtjenko. Linaria kulabensis ingår i släktet sporrar, och familjen grobladsväxter. Inga underarter finns listade i Catalogue of Life.